# Bomba manual

bomba manual pozos Elementos

Una  bomba manual  es una bomba hidráulica, que usa la fuerza humana y la ventaja mecánica para mover los líquidos o el aire de un lugar a otro. Son ampliamente utilizadas en todos los países del mundo para una variedad de aplicaciones industriales, marinas, riego y actividades de ocio.
Hay muchos diferentes tipos de bomba de mano disponibles, que operan principalmente mediante un pistón, un diafragma o un principio de paletas rotativas con una válvula antiretorno a la entrada y uno o más agujeros de salida en la cámara de operación en direcciones opuestas. La mayoría de las bombas manuales tienen émbolos o pistones alternativos, y son de desplazamiento positivo.

## Bombas de succión y elevación
La succión y elevación son consideraciones importantes cuando se bombea un fluido. La succión es la distancia vertical entre el fluido a bombear y el centro de la bomba, mientras elevación es la distancia vertical entre la bomba y el punto de entrega. La profundidad de la que una bomba de mano se chupan está limitada por la presión atmosférica a una profundidad de operación de menos de 7 metros. La altura a la que una bomba de mano se levantó un líquido se rige por la capacidad de la bomba y del operador para levantar el peso de fluido en el tubo de distribución. Así mismo, la misma bomba y el operador serán capaces de conseguir una mayor elevación con una tubería de diámetro más pequeño de lo que podrían hacerlo con una tubería de mayor diámetro

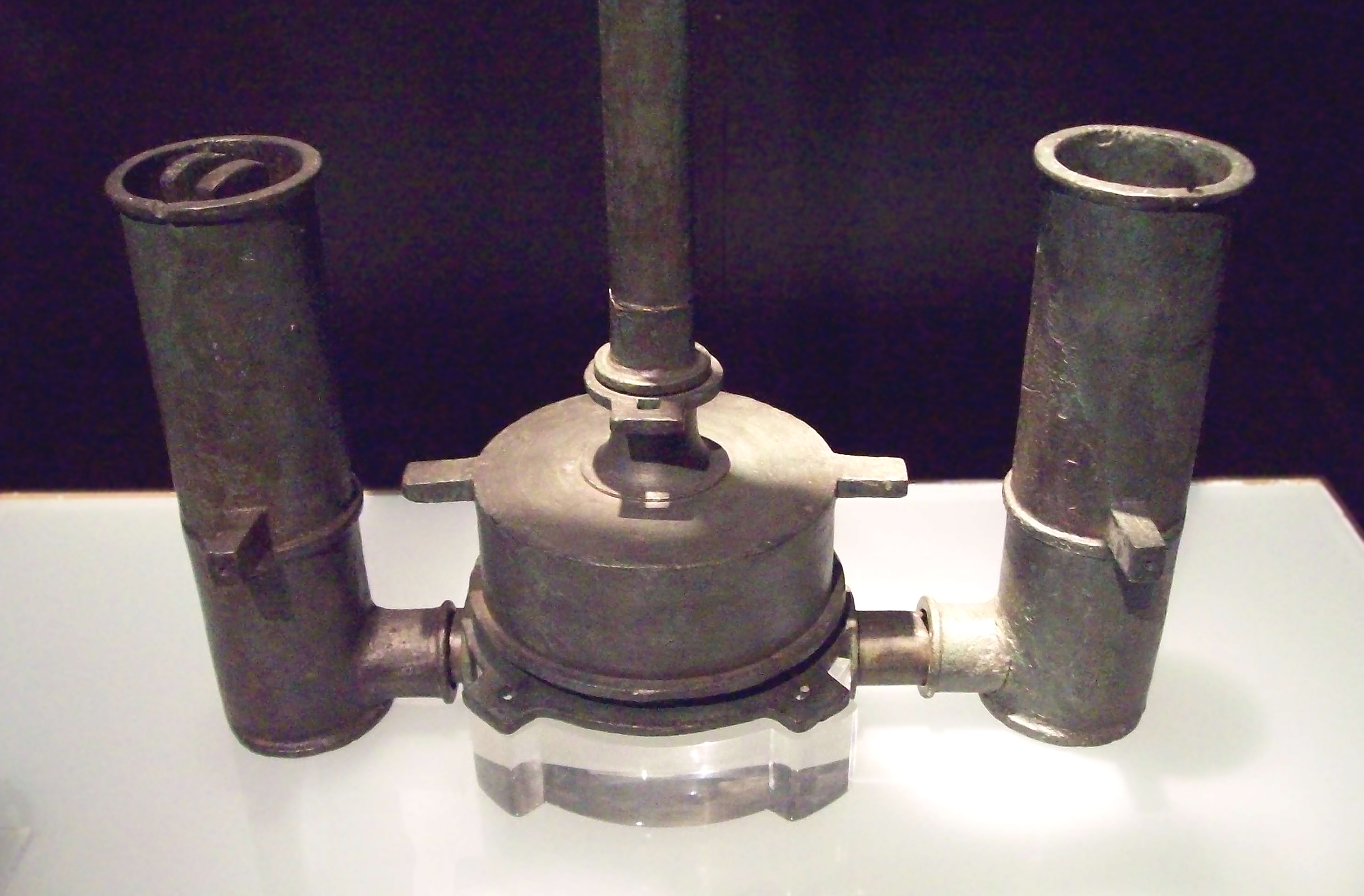
Bomba hidráulica romana (Huelva)

## Desventajas
- La bomba manual sólo se puede emplear cuando se sabe que el acuífero está a poca profundidad.

- Es muy fácil dañar el filtro durante la conducción o el apriete, lo que provoca la contaminación del pozo con la tubería.